# Вайдекр
Вайдекр (англ. Wideacre) — первый роман английской писательницы Филиппы Грегори. Был опубликован в 1987 году в Великобритании и стал первым в трилогии, включающей в себя также «Привилегированное дитя» (The Favoured Child, 1989) и «Мэридон» (Meridon, 1990). Трилогия рассказывает о нескольких поколениях семьи Лейси и отличается феминистскими взглядами на существующее в XVIII веке положение женщин в Англии.

## Сюжет
Действие происходит во второй половине XVIII века. В центре романа находится английское поместье Вайдекр, расположенное в Саут-Даунсе, графство Суссекс, и дочь вайдекрского сквайра Беатрис Лейси. Еще маленькой девочкой Беатрис чувствует себя связанной с землей, слышит «музыку Вайдекра» и обожает своего отца, который воспитывает дочь как будущую хозяйку. Беатрис рано учится ездить на лошади, постепенно постигает суть работы на земле: пахота, сев, уборка урожая. Несмотря на укоры матери, которая жаждет сделать из Беатрис образцовую леди, героиня понимает, что её жизнь должна принадлежать только Вайдекру, а он должен принадлежать только ей. Мечты Беатрис разбиваются, когда она узнает, что поместье подпадает под закон о майорате, то есть наследником Вайдекра может быть только мужчина. Отец, с которым Беатрис бок о бок ведет хозяйство, беспечно считает, что дочь, повзрослев, будет интересоваться только балами и поклонниками и забудет о Вайдекре. Страх перед потерей смысла всей жизни, зависть к наследнику, старшему брату Гарри, непокорная сущность, доставшаяся от норманнов-завоевателей, толкают Беатрис на коварство, хитрость и убийства. В слепом желании безраздельно владеть Вайдекром она, не в силах остановиться, совершает одно преступление за другим, и девушка, которую в местной деревне называли феей плодородия, превращается в женщину-разрушительницу, губящую из-за своей темной страсти все, что ей было дорого.

## Герои
Беатрис Лейси — главная героиня. В начале романе ей около пяти лет, в конце — около двадцати. Красивая девушка с рыжевато-каштановыми волосами и раскосыми зелеными глазами. Неразрывно связана с поместьем Вайдекр, проявляет себя хорошей хозяйкой, заботящейся о своих крестьянах. Популярна в деревне, где считают, что по воле мисс Беатрис урожай становится богатым, почва плодородной, лучше ловится рыба в местной реке Фенни. Беатрис с раннего детства хозяйничает в поместье и работает наравне со всеми арендаторами, успешно ими руководя. Ради владения землей невольно становится причиной гибели отца, держит в руках своего брата Гарри, потакая его извращенным сексуальным фантазиям и презирая его за это. Позже рожает двоих детей, Джулию и Ричарда, и пытается переделать майорат в их пользу, для чего полностью разоряет поместье. Преступления не приносят ей счастья и спокойствия, но Беатрис готова за них платить.
Гарри Лейси — старший брат и любовник Беатрис. С детства был болезненным ребенком, воспитанным в материнской гостиной. Уехал учиться в школу для мальчиков, где впервые осознал, что он мазохист. После возвращения в Вайдекр становится неплохим хозяином, но не таким талантливым, как сестра. Пытается привнести в поместье новые веяния и способы ведения хозяйства, чем часто вызывает раздражение как крестьян и работников, так и Беатрис. С возрастом из доброго и мечтательного юноши превращается в обрюзгшего и жалкого мужчину, полностью зависящего от сестры. Виртуозно умеет обманывать самого себя, чем активно пользуется Беатрис. Отец Джулии и Ричарда.
Ральф — сын цыганки, которая живет в маленьком домике в Вайдекре. Ровесник Беатрис и её первый любовник. Умный и хитрый юноша, единственный, чья любовь к Вайдекру может сравниться с любовью Беатрис. Хочет стать сквайром и взять Беатрис в жены. Для этого разрабатывает далеко идущий план. План рушится после того, как Ральф убивает отца Беатрис и она мстит любимому, заманивая его в капкан для браконьеров. Потеряв обе ноги ниже колен, Ральф исчезает из Вайдекра с помощью матери, чтобы через несколько лет стать бунтовщиком, поджигателем и вечным страхом Беатрис.
Гарольд Лейси, сквайр — отец Беатрис. Справедливый сквайр, живущий по дедовским традициям, обожающий свою дочь и научивший её всему, что знал сам. Из-за майората Беатрис сочла его предателем, но продолжала любить. По официальным данным погиб вследствие падения с лошади, на самом деле его убил Ральф, чтобы стать ближе к месту сквайра Вайдекра.
Беатрис Лейси-старшая — мать главной героини, имя упоминается лишь один раз. Послушная своему мужу леди, осознает опасность, исходящую из связи Вайдекра и Беатрис, но не способна взглянуть правде в глаза. Нежно любит сына. Имеет склонность к мигрени, аллергии и слабое сердце. Застав Беатрис и Гарри вместе, переносит инфаркт, после чего её ждет смерть, искусно подстроенная Беатрис.
Селия Хаверинг — невеста, а затем жена Гарри. Хрупкая девушка, воспитанная как истинная леди. Боится супружеской жизни, но влюблена в Гарри. Несмотря на внешнюю мягкость и добродушие, обладает стойким характером, особенно когда дело касается защиты детей и обездоленных. Опутанная ложью Беатрис, выдает её дочь за свою и называет её Джулией.
Джон МакЭндрю — шотландский доктор с внушительным состоянием, умный и дальновидный человек. Влюблен в Беатрис и добивается её руки. Тот, ради которого Беатрис почти решает оставить Вайдекр. Джон ради Беатрис ищет законные способы ей остаться в Вайдекре. Свадьба с ним дает призрачную надежду на то, что у героини все будет хорошо. В браке Беатрис рожает ему сына Ричарда, но, будучи хорошим доктором, Джон догадывается, что сын — не его, после чего его судьба становится невыносимой.

## Издание в России
В России роман «Вайдекр» впервые был издан в 1995 году издательством «Библиополис» (Санкт-Петербург) в серии «Библиотека любовного романа» тиражом 30 000 экземпляров, пер. О. Крутиковой. В 2011 году был в том же переводе переиздан под названием «Вайдекр, или Темная страсть» издательством «Эксмо» (Москва) в серии «Королевы любви» тиражом 4 000 экземпляров.